# Teitur Lassen
Teitur Lassen (Hoyvík, 4 de fevereiro de 1977) é um cantor e compositor das Ilhas Faroé.  No dia 3 de Março, 2007, recebeu o prémio de melhor cantor masculino nos Danish Music Awards na Dinamarca.
A palavra teitur vem do antigo Norueguês e significa feliz. Em Feroês moderno, é arcaico mas é usado como nome próprio masculino.
Teitur começou a sua carreira na banda de rock Feroêsa chamada Mark No Limits como vocalista e compositor.  Aos 17 anos de idade depois de uma crescente boa reputaçao nas Ilhas Faroé, Teitur mudou-se para a Dinamarca. Lá encontrou a sua voz e uma muita ajuda por toda a Europa e America do Norte. Dedicou-se a tocar e escrever música em inglês a tempo inteiro e logo chamou à atenção do antigo director da BMI, Christian Ulf-Hansen no Festival da Música Dinamarquês, SPOT, e que rápidamente se tornou o seu manager.

## Estreia
Depois de assinar contracto com a Universal Records ,em 2004 as Ilhas Faroé atribuíram-lhe o prémio de "Homem de Negócios do Ano".  O seu primeiro álbum de sucesso foi Poetry & Aeroplanes, lançado em 2003, foi gravado em Los Angeles e Espanha. Neste projecto participaram alguns músicos de estúdio prometedores e a produção de Rupert Hine.  Poucos meses depois do seu lançamento, o disco tornou-se muito popular no círculo de música mais ouvida.  Muitas tours feitas conduziu a que abrisse concertos de grandes nomes como Suzanne Vega, Glen Phillips, Aimee Mann, e John Mayer (músico). John Mayer mais tarde descreveu o album como: "it may be one of the best albums to come around in the last five years...Music like this is jet fuel on the fire of a broken heart. Even if you think the flame has died, there's at least one lyric that'll hit that last hot spot, and then you'll find yourself as fucked as you were the day you lied and said you never wanted to see her again. Enjoy." ( pode ser um dos melhores albuns a serem gravados nos últimos 5 anos... Música como esta é como gasolina atirada para a chama um coração partido. Mesmo quando pensas que a chama morreu, existe pelo menos uma canção que acertará nessa última parte quente e depois encontrarás que estas tão lixado como estavas no dia em que mentiste e disseste que nunca mais a querias ver. Desfrutem!)
Teitur apareceu no programa You Heard it First  da MTV.  Apesar de não ser influenciado pela radio comercial, algumas músicas do album Poetry & Aeroplanes fizeram parte de várias bandas sonoras de filmes, dos quais se destacam Aquamarine e My Super Ex-Girlfriend. Teitur seguiu em tour continuadamente por mais de 20 países, conseguindo assim seguidores e respeito no mundo da média e da música, apesar da falta de publicidade por parte da Universal Records.

## A Mudança
No dia 20 de Abril de 2006, Teitur deixou de trabalhar para a Universal Records e passou a trabalhar para uma gravadora chamada Arlo and Betty Recordings. Com um novo rótulo, dirigida pelo seu manager e chamada assim por causa das suas duas guitarras vintage. O seu segundo disco Stay Under the Stars, produzido por Martin Terefe (Jason Mraz, Ron Sexsmith, KT Tunstall, Train), foi lançado em Maio de 2006 na Escandinávia. Depois de passar vários meses no Top-40 na Dinamarca, o álbum foi lançado nos Estados Unidos e Canadá no dia  5 de Setembro de 2006 na nova gravadora chamada Equator Records, e nos iTunes no dia  8 de Setembro de 2006 e na Edel Records na Alemanha, Áustria e Suíça.

## O Disco que volta às origens
A 12 de Outubro de 2006, segundo um artigo no jornal faroês Sosialurin, o próximo disco de Teitur seria em Feroes e só seria lançado nas Ilhas Faroé e na Islândia. Teitur esteve em tour pelas pequenas Ilhas, para mais apoio. O álbum foi lançado pela gravadora Feroesa Tutl a 14 de Maio em 2007 com o título Káta Hornið.

## O Cantor
A 17 de Setembro de 2007, Teitur anunciou na sua página Myspace que começaria a gravar novo álbum em Outubro de 2007.
O estúdio de gravação foi construído no celeiro da famosa casa "Fridhem", na Ilha de Gotland, antiga residência do falecido realizador de renome, Ingmar Bergman. O disco foi produzido por Teitur, gravado e arranjado por Jonas Bloch Danielsen, engenheiro de som de Teitur.
No dia 21 de Janeiro de 2008, Teitur anunciou na sua página Myspace mais pormenores sobre o seu novo álbum. Tem como título "The Singer", foi lançado na Escandinávia a 11 de Fevereiro de 2008 e  em Março/Abril de 2008 nas outras partes do mundo . Em 2009 Teitur gahnou o prémio de Melhor Colecção de Canções, pelo álbum The Singer nos Danish Music Awards.

## Let the Dog drive home
Em 2010 Teitur gravou o seu próximo álbum chamado "Let the Dog drive home" em Copenhaga, com alguns dos seus músicos habituais, dos quais o baterista Derek Murphy (de Atlanta, Geórgia), baixista Mikael Blak (também oriundo das Ilhas Faroé) e Nikolaj Torp Larsen (Dinamarquês que reside em Londres), e vários músicos e coro convidados. Teitur também produziu este novo álbum tal como foi gravado e arranjado por Jonas Bloch Danielsen. O norueguês George Tandero foi quem fez a mistura (tal como fez para o álbum Stay Under The Stars). A canção que fez nascer o título do álbum, é uma metáfora para relaxar e deixar que as coisas aconteçam. O desenho que faz parte da capa do álbum é baseado em desenhos da autoria de Teitur que têm como personagem um cão. O design gráfico do álbum foi tratado por Bob Mckie.
O álbum foi lançado em Outubro de 2010 na Escandinávia e alcançou o top 10 na Dinamarca. Foi precedido pelo single "You never leave L.A.". Na Alemanha, Austria, Suíça, França, Bélgica, Holanda, Luxemburgo e Itália foi lançado em 2011. O primeiro single lançado na Inglaterra e Irlanda foi a faixa "Betty Hedges", o álbum foi lançado a 11 de Abril e teve boas críticas.
No meio destes dois lançamentos, Teitur cantou uma canção como convidado num CD de canções de natal da Dinamarca, chamado Fra Danske Hjerter (traduzido seria De Corações Dinamarqueses) arranjado pelo productor Dinamarquês Nikolaj Norlund (que também produziu a canção "Syner" no álbum de Teitur em 2005, "Andersen's Dromme")e foi lançado em Dezembro de 2010.

## = Albúns de Estúdio
- Poetry & Aeroplanes (2003)
- Stay under the Stars (2006)
- Káta Hornið (2007)
- The Singer (2008)
- Let the Dog Drive Home (2010)

### Bandas Sonoras
- Aquamarine Motion Picture Soundtrack (2006)
- My Super Ex-Girlfriend Motion Picture Soundtrack (2006)
- Andersens Drømme (Andersen's Dream) (Dinamarca) (2007)
- Songs for Tibet (2008)

### Lançamento de DVD
- A Night At The Opera (2010)

### Colaborações
- Choux Pastry Heart, co-escritor com Corinne Bailey Rae no álbum Corinne Bailey Rae
- Cloud Gazing, co-escritor com Gordie Sampson no álbum Sunburn
- Rubber & Soul, dueto com Ane Brun no álbum Duets
- Confessions Songcycle, co-escritor e participação com Nico Muhly para o Holland Baroque Society, pela primeira vez tocado no CrossLinx Festival na Holanda em Março de 2008.
- Le Cheshire cat & moi, co-escritor do álbum com Nolwenn Leroy, em 2009.